# Śiwaizm

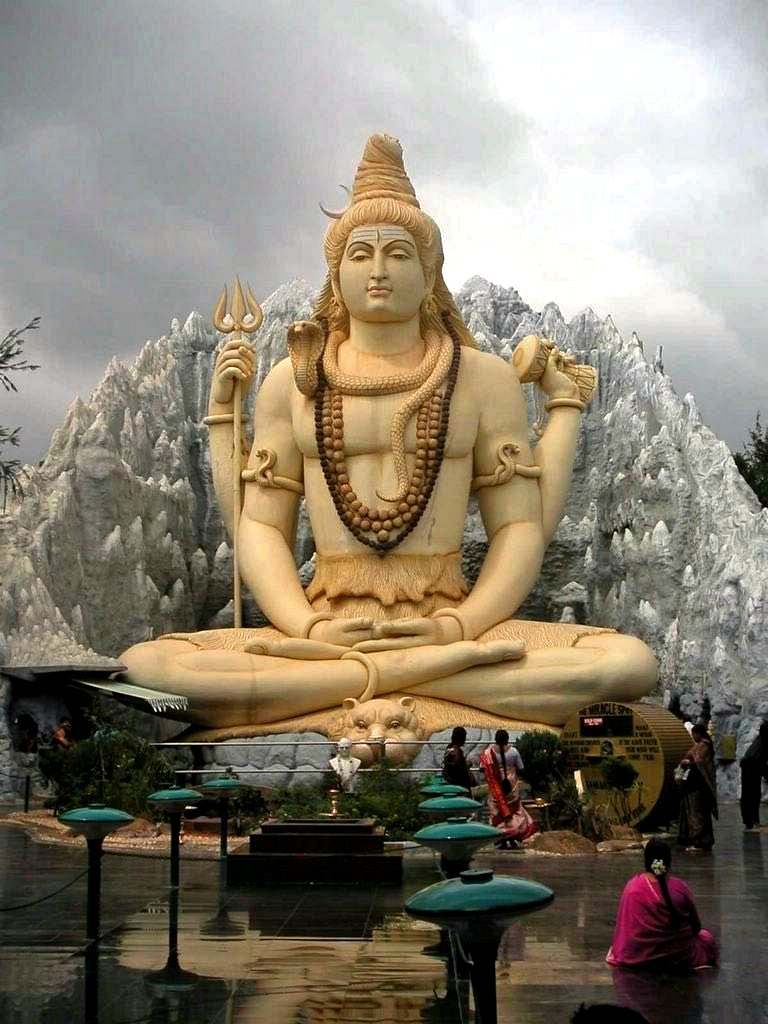
Statua Śiwy z Bengaluru

Śiwaizm, siwaizm (sanskrycka litera श transliterowana i wymawiana jest jako „ś”) – monolatryczny odłam hinduistyczny uznający Śiwę za najwyższego Boga. Śiwaici uważają, że Bóg jednocześnie znajduje się w całym wszechświecie i wszystkich jego stworzeniach (immanencja), a także poza nim (transcendencja). Podobnie jak w przypadku innych religii hinduistycznych śiwaici uznają istnienie wielu innych pomniejszych bogów, ale są oni zwykle widziani jako manifestacje Śiwy (taka odmiana monoteizmu nazywana jest monizmem).
Wyznawcy śiwaizmu uważają, że cały świat to maja. Dużą rolę w śiwaizmie odgrywa joga i asceza. Ważnym symbolem kultu śiwaickiego jest linga. Śiwaizm stanowi 25–30% wyznawców hinduizmu, tj. około 300–350 milionów wyznawców (śivabhaktas) na całym świecie.
Podstawą praktyki duchowej śiwaitów jest joga oraz tantra ujęte w dwanaście sukcesyjnych linii przekazu. Podstawowe pisma religijno-mistyczne to Śivapurana oraz Lingapurana. Śiwaizm dzieli się na północnoindyjski (kaszmirski) oraz południowoindyjski (tamilski) w bardzo rozbudowanej oprawie kultowej. Tantra to w zasadzie najstarsza nazwa dla tradycji duchowej obecnie określanej mianem śiwaizmu. Śiwaizm północnoindyjski stał się podstawą dla rozwoju buddyzmu i tantry buddyjskiej.

## Najważniejsze teksty śiwaizmu
Wielkie purany:

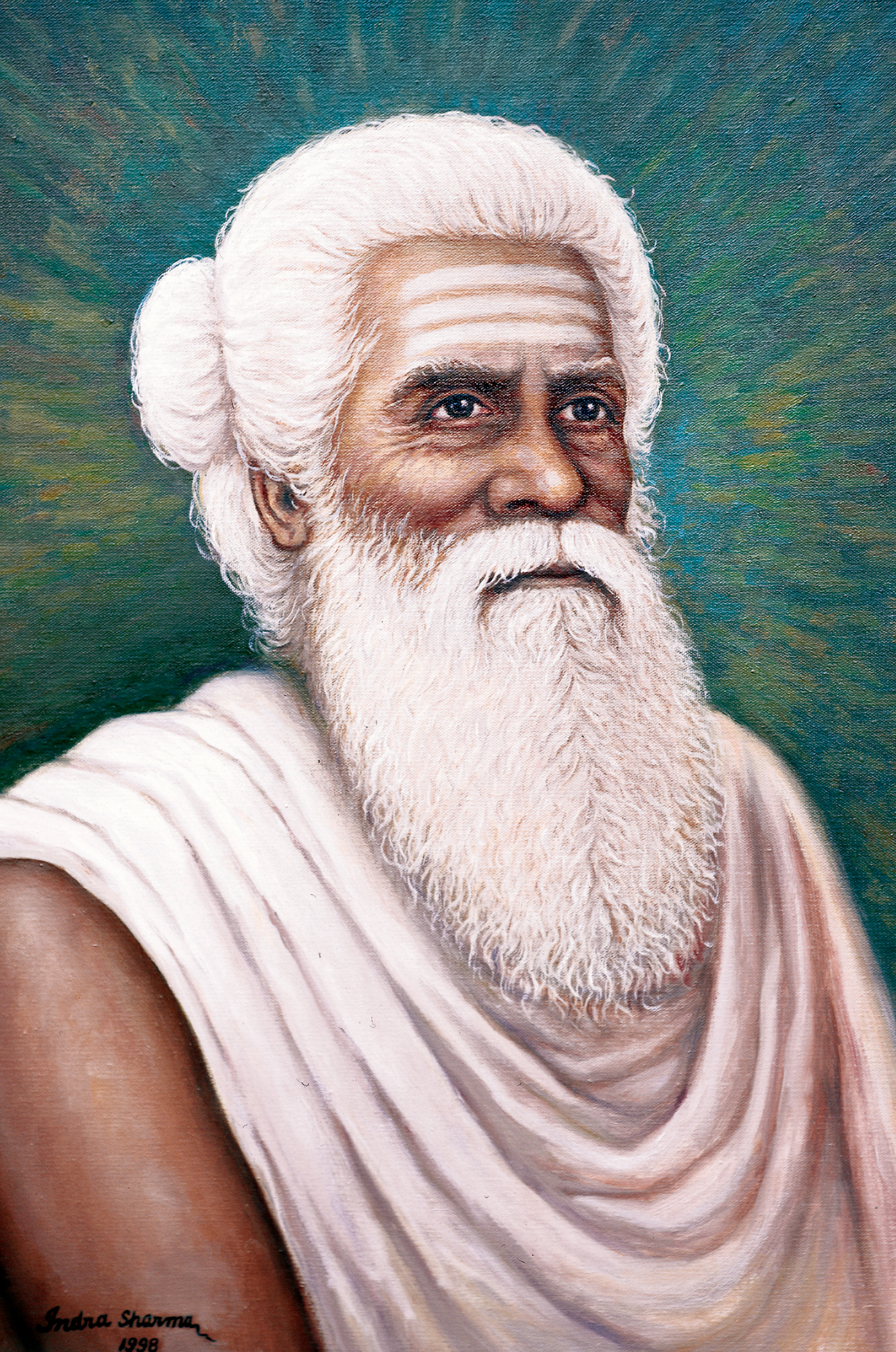
Jogaswami

- „Śiwapurana(inne języki)” – purana nr 4 z wielkich puran. Jest tekstem należącym do religijnej tradycji paśupatów i śaiwasiddhanty
- „Lingapurana” – purana nr 11 z wielkich puran. Napisana w Waranasi i w większości poświęcona kultowi Śiwy.
- „Skandapurana” – purana nr 13 z wielkich puran. Najdłuższa z puran poświęcona głównie Śiwie.
- „Wamanapurana” – purana nr 14 z wielkich puran. Należy do kręgu kultu Śiwy i lingi.

Purany Śiwaickie – powstałe głównie między XI a XII wiekiem:
- „Perijapuranam” – Śekkilar
- „Tiruvileiyadal-puranam” – Muniwar (XII w n.e.)
- „Halasya-mahatmy-puranam”
- „Kandapuranam” – Kaczczijappara
- „Koyirpuranam” (XIII w n.e.) – Umbadi
- „Tiruvadavurarpuranam”
- „Tirumurej” („Święte słowa”) zwane „Tamilskimi Wedami” – to zbiór 12 ksiąg poematów zebranych w X-XI wieku przez Nambi Andara Nambi. Księgi I-VII (zwane „Tevaram”) autorstwa Sambandara, Appary, Sundarara i innych. Księga VIII (zwana „Tiruvacakam”) i księga IX („Tirumandiram „) autorstwa Tirumurala, Manikkawacakama.
- „Perijapuranam” – biografie 63 śiwaickich poetów (Najanar), autorstwa Śekkilara (XII w n.e.) – przełożone na sanskryt i dołączone do Skandapurany.

„Tirumurai” i „Perijapuranam” to święte pisma tamilskiego śiwaizmu.

## Śiwaickie tradycje
- śiwaizm kaszmirski
- śiwaizm tamilski
- lingajaci
- kalamukhowie (już nie istnieje)
- paśupatowie (już nie istnieje)
- kapalikowie (już nie istnieje)

## Inni przedstawiciele śiwaizmu naszej ery
- Appar (VII w.)
- Sambandar (VII w.)
- Awwai (VIII w.)
- Czuntarar (VII-IX w.)
- Somananda (ok. IX w.)

„Śivadristi”
- Utpalaczarja (IX – X w.) (Kaszmir)

„Isvarapratyabhijnasutra”
- Abhinawagupta (X – XI w.)

„Tantraloka” („Światło tantr”)
- Śrikantha (XII w.)

„Śaivabhasya”
- Arunakirinatar (XV w.)

„Tiruppukal” („Boska pochwała”)
- Lalla Jogiszwari (XIV w.)
- Tattuwarajar (XVI – XVII w.)
- Tandawamurti (XVII – XVIII w.)
- Parandżoti (XVII – XVIII w.)

„Tiruvilayadal” – dzieło opisujące 64 awatary Śiwy
- Ramprasad Sen (ur. 1718, zm. 1775)
- Ananta Parati Aiyangar (ur. 1786, zm. 1846)
- Pillai Iramalinga Swami (ur. 1823, zm. 1874)

„Tiruvarupta” („Pieśni o łasce boskiej”)

## Miejsca święte śiwaizmu

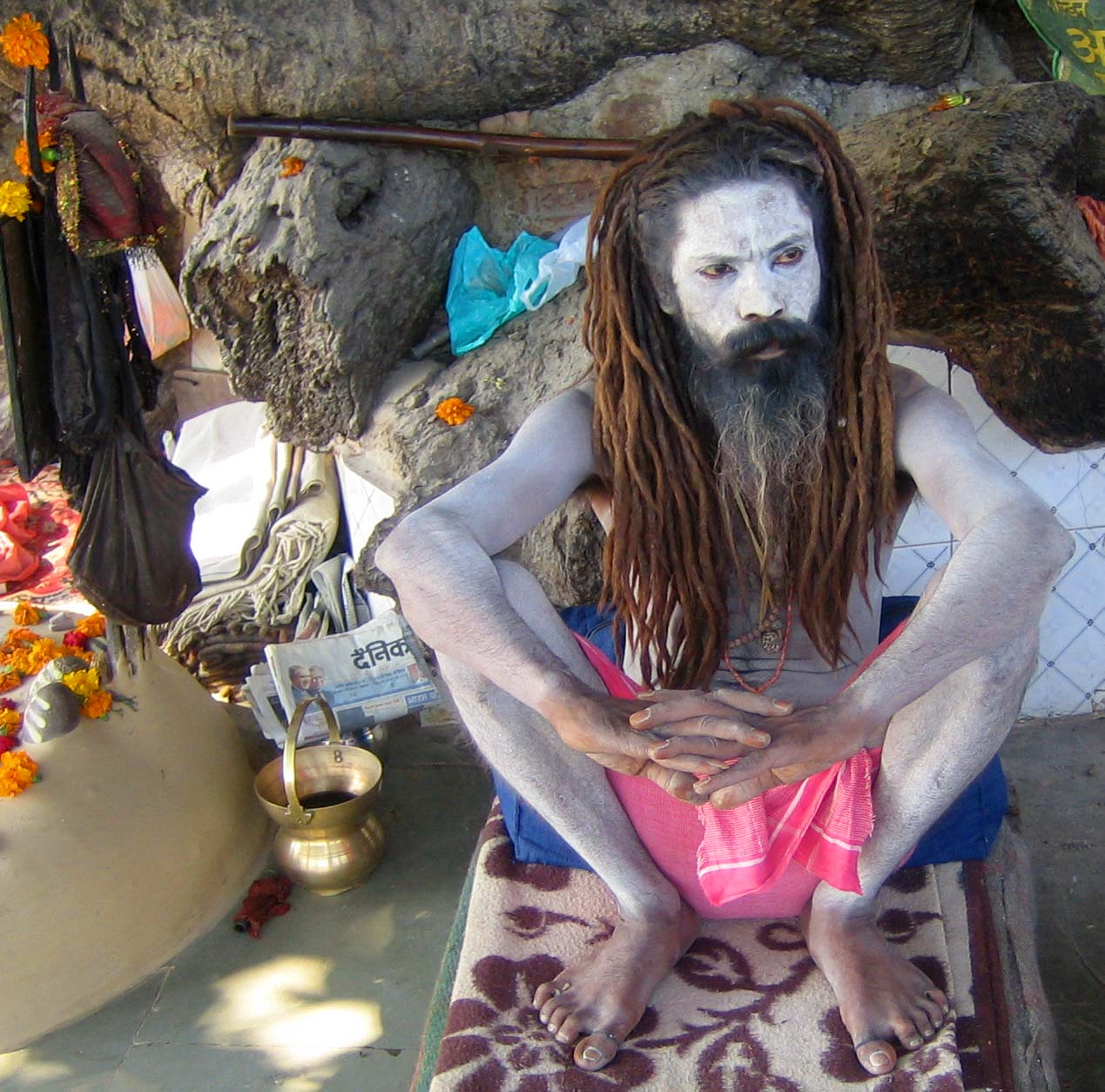
Sadhu w pobliżu świątyni w Haridwarze

- „Pańća Kedara” – 5 świętych miejsc pielgrzymkowych śiwaitów w Himalajach:

Kedarnath
Madhjamakeśwara
Tunganatha
Rudranatha
Kalpeśwara
- „Pańca Bhuta Lingani (Linga pięciu żywiołów)” – 5 miejsc w miastach w południowych Indiach, z lingami Śiwy reprezentującymi kosmiczne żywioły: eter, powietrze, ogień, wodę i ziemię

Ćidambaram (moksza linga – eter)
Śri Kalahasti (mukti linga – powietrze)
Kańćipuram (yoga linga – ogień)
Śrirangam (bhoga linga – woda)
Arunaćala (góra) (vara linga – ziemia), (stan Tamil Nadu, Indie) – święta góra w pobliżu miasta Tiruvannamalai czczona jako symbol Śiwy, miejsce objawienia Śiwy w formie słupa ognia
- Amarnath (stan Kaszmir, Indie) – grota położona w Himalajach w której znajduje się lodowa linga Śiwy.
- Ćidambaram (stan Tamil Nadu, Indie) – miasto, świątynia Śiwy Nataradży (Król Tańca), festiwal w którym tancerze z całych Indii wykonują swoje tańce ofiarując je Śiwie
- Kajlas (Tybet) – święta góra